# Clara Moguel
Clara Moguel o Clara Moguel de Gamboa (Tuxtla Gutiérrez, Chiapas, 1883 - Ciudad de México, ¿1960?) fue una voluntaria militar y enfermera durante la Revolución Mexicana sirviendo en el ejército constitucionalista en Tamaulipas.

## Maderismo
Clara Moguel nació en la ciudad de Tuxtla Gutiérrez, Chiapas en 1883. No se tienen más noticias de su vida hasta 1910 en que se sabe estaba casada con una persona de nombre Federico Gamboa (no confundir con el político Federico Gamboa) y en 1910 el matrimonio Gamboa Moguel apoyaron a Francisco I. Madero en Chiapas formando agrupaciones para luchar en la primera etapa de la Revolución. Durante esta etapa se integró en el Batallón "Voluntarios Hijos de Tuxtla" en donde se le conoció como "La Generala" y además formó parte del Cuerpo de enfermeras de Tuxtla en donde atendió a los heridos de la guerra.

## Constitucionalismo
Con la caída de Madero en febrero de 1913 y la posterior persecución por todo el país de sus simpatizantes, Clara tuvo que huir de Chiapas y dirigirse al noreste hacia Tamaulipas en donde se integró a las tropas del Ejército Constitucionalista siendo comisionada al Cuerpo de Enfermeras de la brigada 21 y posteriormente fue integrante del regimiento "Fieles de Tlalnepantla". En 1916 le fue concedida su baja del ejército para dedicarse solamente a la enfermería a partir de entonces.

## Últimos años
En 1953 escribió una carta al presidente Adolfo Ruiz Cortines en donde le solicitaba una pensión ya que ya no podía trabajar y estaba en la miseria. La respuesta del gobierno llegó hasta 1957 en que le fue concedida solamente la atención médica en el Hospital Militar y se le reconoció como veterana de la revolución aunque no le fue otorgada su pensión. En 1960 nuevamente volvió a suplicar al gobierno que le diera una pensión aunque fuera por poco tiempo según sus palabras, ya que estaba muy grande y enferma, pero la respuesta tampoco llegó y esta es la última vez que se tiene alguna noticia de ella.

## Legado
En honor a esta distinguida mujer revolucionaria, su nombre se encuentra inscrito con letras de oro en el Congreso del estado de Chiapas.